# Сен Симон
Клод Анри де Роврој, гроф од Сен Симона (фр. Claude Henri de Rouvroy, comte de Saint-Simon; Париз, 17. октобар 1760 — Париз, 19. мај 1825) био је француски политичар и теоретичар економије чије су мисли имале важну улогу у политици, економији, социологији и филозофији. Створио је политичку и економску иделогију познату као индустријализам која је тврдила да су потребе радничке класе морале бити признате и испуњене како би друштво имало ефикасну економију. За разлику од каснијих схватања по којима се термин „радничка класа“ односи само на физичке раднике, схватање Сан Симона овог термина се односило на све раднике који су се бавили било каквим радом који је доприносио друштву, то је укључивало предузетнике, научнике, банкаре, као и физичке раднике. Он је рекао да главну претњу за потребе радничке класе представља друга класа позната као класа нерада ( idling class), која је укључивала способне људе који преферирају да паразитирају и користе рад других, док покушавају да избегну посао. Свети Симон је нагласио потребу за признање заслуга појединца и потребу хијерархије заслуга у друштву и економији, као што су хијерархијски засноване организације руководилаца и научника који су доносиоци одлука у влади. Оштро је критиковао било какво интервенисање владе у економији, изван њене обавезе да обезбеди да не постоје препреке продуктивном раду и да смањи број „нерадника“ у друштву, сматрајући било какву даљу интервенцију наметљивом.
Ова иделогија је инспирисала и утицала на утопијски социјализам, либерални теоретичар Џон Стјуарт Мил , анархизам преко свог оснивача Пјера Жозефа Прудона , и марксизам кроз Карла Маркса и Фридриха Енгелса који су навели Сан Симона као инспирацију својих дела и идентификовали га утопијског социјалисту. Међутим историчар Алан Рајан сматра следбенике Сан Симона, уместо самог Сан Симона, одговорним за пораст утопијског социјализма који је заснован на идејама Сан Симона. Он такође сматра да постоје разлике између схватања Сан Симона и Маркса, јер Сан Симон никад није промовисао класни конфликт као решење друштвених проблема нити је термин „радничка класа“ ограничио само на физичке раднике, како то дефинишу марксисти. Сан Симон, за разлику од Маркса, није сматрао преовлађујућ облик својине као најважније питање у економији, већ облик управљања. Осим тога, Сан Симон се није противио капиталистима и сматрао их је важном компонентом радничке класе. Касније је Сан Симон својим идејама утицао на социолога и економисту Торстена Веблена, укључујући Вебленово стварање институционалне економије која је укључила истакнуте економисте као присталице. Алан Рајан наводи да је 1950 било јасно да је Сан Симон измислио модерно схватање индустријског друштва и његове организације. Сан Симон и његов секретар Огист Конт развијали су оно што ће Конт касније завршити као социологију.

## Биографија

### Детињство
Сен Симон је рођен у Паризу као француски аристократа. Рођак његовог деде био је војвода од Сен Симона. „Када је био младић, немирне нарави...отишао је у Америку где је под генералом Вашингтоном учествовао у опсади Јорктауна“.
Одмалена је био веома амбициозан. Наредио је своме слуги да свако јутро буди речима: „ Запамтите, господине грофе, пред Вама су велике ствари“. Међу његовим раним плановима био је један који је повезивао Атлантик и Тихи океан каналом, и један који би повезао Мадрид са морем. На почетку Француске револуције 1789. године, Сен Симон је брзо прихватио револуционарне идеале слободе, једнакости и братства. У првим годинама револуције, Сен Симон се посветио организовању велике индустријске структуре како би основао научну школу побољшања. Морао је да пронађе новац да финансира ову идеју те је то радио спекулацијом земљишта. То је било могуће само у првих неколико година револуције јер га је растућа нестабилност у држави омела у бављењу овим послом. Током Јакобинске диктатуре, Сен Симон је ухапшен ѕбог сумње да је радио против револуције. Пуштен је на крају Јакобинске диктатуре, 1794. Након што је пуштен масовно се обогатио због пада валуте, али му је пословни партнер украо целокупно богатство. Тада је одлучио да се посвети политичким наукама и истраживању.

### Средње године
Када је имао 40 година, прошао је кроз разне студије и експерименте како би повећао и разјаснио своје мишљење. Један од ових експеримената је био несрећан брак 1801. године са Alexandrine-Sophie de Bawr , који је предузео како би имао салон за рад. Годину дана касније, брак се завршио разводом на задовољство оба супружника. Резултат његовог експеримента био је тај, да је остао потпуно сам, сиромашан, и да је тако живео до краја живота. Први од његових многобројних списа, углавном научних и политичких, „писмо једног становника Женеве“, који се појавио у 1802. У 1817. је написао своје дело „ Индустрија“, где је разрадио своје социјалистичке ставове, а помагали су му Августин Тијери и Огист Конт .

### Смрт и заовставштина
1823. разочаран због неуспеха својих дела (надао се да ће његова дела водити ка социјалистичком унапређењу), покушао је да се убије, пуцајући себи у главу 6 пута. Преживео је, али је остао слеп на једно око. Последње и најважније његово дело је „Nouveau Christianisme“, које није успео да заврши. Сахрањен је на гробљу Пер Лашез у Паризу.

### Религиозни Ставови
Пре објављивања „Nouveau Christianisme“, Сен Симон се није бавио теологијом. Дело почиње вером у Бога, али сматра да се хришћанство треба свести на своје основне компоненте. Избацује догме и остале ствари које је сматрао дефектима. "Читаво друштво треба да тежи ка побољшању моралног и физичког постојања најсиромашније класе; друштво треба да се организује на начин најбоље прилагођен за постизање тог циља“, речи Сен Симона које су постале принцип свих каснијих следбеника Сен Симона.

## Дела
Сен Симон је написао више дела у којима је изразио своје ставове :
- Lettres d'un habitant de Genève à ses contemporains (1803),
- L'Industrie (1816-1817),
- Le Politique (1819),
- L'Organisateur (1819-1820),
- Du système industriel, 1822
- Catéchisme des industriels (1823-1824),
- Nouveau Christianisme (1825).